# 交通指導員
交通指導員（こうつうしどういん）は、住民の交通安全を保持するために指導員を設置して住民の福祉向上を図ることを目的としている。なお、呼称は「交通安全指導員」としている自治体もある。

## 概要
- 身分は、市町村長から委嘱を受けた非常勤特別職の地方公務員である。
- 任期は、地方公務員の人事制度により「会計年度任用職員」として委嘱されていることが多いので、1年が多いと思われる。
- 報酬は、自治体により年額・月額・日額などの別で定められている。
- 職務の遂行上必要な旅行をしたときは費用弁償（旅費）が支給される。
- 職務は、交通秩序の保持および交通事故防止を主眼に、概ねどの自治体も共通している。
  - 歩行者および自転車など軽車両の交通指導
  - 幼児・園児・児童・生徒および老人などに対する交通指導および交通安全思想の普及
  - 交通安全運動期間中における学校登校時の安全な通行の保護誘導
  - 信号機・道路標識などの保安施設の状況および著しい交通違反者の関係機関への通報
  - 交通安全運動や自治体主催の各イベントなどで交通整理や通行止めなどの対応
  - 地域における交通の安全と円滑に関する事項について、市町村長からの相談に応じた助言その他の援助
  - その他関係機関から協力要請があり市町村長の出動指示があったときの交通指導
  - 非常時・災害時の街頭指導
  - 市町村長の命を受けた際は所轄警察機関および交通安全諸団体と緊密な連携を図る
  - 制服がある場合は、警察官に類似した夏服・合服・冬服などが貸与されて着用している場合が多い。また、右肩に警察官が着用しているワッペンと類似したワッペンを付けており、その上部には警察本部名ではなく「自治体名」が表記されており、旭日章の中には「交」の字が入った略章になっている。また、自治体によっては階級章もある。
  - 職務に従事するときは、言動に注意して誠意をもってこれにあたり、住民の信頼を受けるように努める。
  - 警察官の権限を侵すようなまぎらわしい行為を行なわず、危険を伴う行動は避けなければならない。

## その他
- 交通（安全）指導員制度の設置根拠はほぼ同様と思われるが、全国的に統一されているわけではないので、呼称をはじめとして制服・待遇など自治体によって違いがある。
- 自治体には、交通安全協会が存在しているが、行政との連携はその自治体や地域によって違うため、同協会が交通指導的業務を行っているかは必ずしも決まっていない。
- 似た呼称で「交通巡視員」があるが、これは都道府県警察に所属している警察職員であり、指導員とはまったく別なものである。
- 職務の中に交通整理や交通誘導警備に似た行為が出てくる場合があるが、これらは警察官の権限および警備業法による権限で行われるので、指導員が行う行為に法的な権限はない。